# Flagelliphantes
Flagelliphantes é um gênero de aranhas da família Linyphiidae endêmico da Rússia e descrito em 1996.